# Ivalu
|  | Denne artikel er oprettet af botten Steenthbot ud fra en ekstern database. Den kan derfor have sproglige fejl eller mangler. Denne skabelon kan fjernes efter kontrol af indholdet. |

Ivalu er en dansk kortfilm fra 2023 instrueret af Anders Walter.

## Handling
Ivalu er væk. Hendes lillesøster leder desperat efter hende men faren er ligeglad. Den Grønlandske natur rummer hemmeligheder. Hvor er Ivalu?

## Medvirkende
- Mila Heilmann Kreutzmann, Pipaluk
- Nivi Larsen, Ivalu
- Angunnguaq Larsen, Far
- Tuperna Mette Larsen, Bedstemor
- Vittu Suluk Olsen, Miki
- Anna Elionora Olsen Rosing, Skolelærer
- Ava Sarah Magnusson Pruzan, Stand-in for Ivalu
- Anja Geisler Almind, Havets Mor